# Supercoupe de Tchéquie de football
La Supercoupe de Tchéquie de football (en tchèque : Český Superpohár) est une compétition de football opposant le vainqueur en titre du Championnat de Tchéquie au vainqueur de la Coupe de Tchéquie, disputée lors d'un match unique. Cette compétition voit le jour en 2010 et disparaît en 2015.
L'AC Sparta Prague et le FC Viktoria Plzeň sont les deux clubs les plus titrés avec deux victoires chacun.

## Palmarès
| Année | Vainqueur du championnat | Score          | Vainqueur de la coupe |
| ----- | ------------------------ | -------------- | --------------------- |
| 2010  | AC Sparta Prague         | 1 - 0          | FC Viktoria Plzeň     |
| 2011  | FC Viktoria Plzeň        | 1 - 1 4 - 2tab | FK Mladá Boleslav     |
| 2012  | FC Slovan Liberec        | 0 - 2          | SK Sigma Olomouc      |
| 2013  | FC Viktoria Plzeň        | 2 - 3          | FK Baumit Jablonec    |
| 2014  | AC Sparta Prague         | 3 - 0          | FC Viktoria Plzeň     |
| 2015  | FC Viktoria Plzeň        | 2 - 1          | FC Slovan Liberec     |

## Bilan par club
| Club               | Titre(s) | Année(s)   |
| ------------------ | -------- | ---------- |
| AC Sparta Prague   | 2        | 2010, 2014 |
| FC Viktoria Plzeň  | 2        | 2011, 2015 |
| SK Sigma Olomouc   | 1        | 2012       |
| FK Baumit Jablonec | 1        | 2013       |